# Paul Bouët
Pour les articles homonymes, voir Bouët.
Paul Bouët (né le 26 juillet 1878 à Paris et mort le 18 avril 1970,) est un haut-fonctionnaire et préfet français.

## Biographie

### Jeunesse et études
Paul Gustave Bouët naît le 26 juillet 1878. Il est engagé volontaire entre décembre 1898 et décembre 1902, au 20ème régiment d'infanterie. Sergent en décembre 1900, il est promu sous-lieutenant de réserve en 1904 au 138ème régiment d'infanterie.
Il suit des études de droit et devient docteur en droit en 1910.

### Parcours au sein de la fonction publique
Alors qu'il écrit sa thèse de droit, il est recruté comme attaché au cabinet du ministre de la justice Edmond Guyot-Dessaigne. En novembre 1908, il devient attaché au cabinet du Président du Conseil, Louis Barthou. Il est promu sous-chef de cabinet en 1909.
En février 1911, il est nommé sous-préfet de Péronne, dans la Somme, mais n'y siège pas. Il est envoyé le 9 avril à Clermont, dans l'Oise, puis devient secrétaire général de la préfecture du Cher. Il quitte cette fonction lorsqu'il est mobilisé, le 15 septembre 1914, dans le cadre de la Première Guerre mondiale. 
Il devient membre du cabinet de Maurice Sarrail, qui est son beau-père, en qualité de conseiller politique. En 1915, il part en Orient, à Salonique, avec Sarrail qui est nommé commandant en chef du corps expéditionnaire d'Orient. Il obtient le grade de lieutenant-colonel d'infanterie. Avec Sarrail, il négocie avec le roi de Serbie au nom de la France. 
Une fois la guerre finie, il retrouve en mars 1919 un poste de sous-préfet à Saint-Jean-d'Angély, en Charente-Inférieure. Il n'y reste pas très longtemps car dès janvier 1920, il devient sous-préfet de Lunéville, en Meurthe-et-Moselle.
Il reste six ans à ce poste. En septembre 1926, il devient préfet, et est envoyé dans les Ardennes. Il est nommé en mai 1929 préfet de Loir-et-Cher, puis de Saône-et-Loire en 1932. Il devient président de l'Académie de Mâcon.
Il achève sa carrière préfectorale à la préfecture des Bouches-du-Rhône, où il est nommé le 6 juin 1939. Le 11 juin 1940, après l'engagement de Mussolini aux côtés de l'Allemagne nazie, il fait placarder sur les murs de Marseille une affiche demandant aux Italiens de sexe masculin âgés de plus de dix-sept et de moins de soixante de remplir une déclaration de loyalisme à la France, et de prendre l'engagement de répondre en toutes circonstances à l'appel des autorités françaises,. 
Il est cependant révoqué le 29 juillet 1940 du fait de la loi du 17 juillet de cette année-là, qui dispose « nul ne peut être employé dans les administrations de l'État s'il ne possède pas la nationalité française, à titre originaire, comme étant né de père français ». Dernier préfet des Bouches-du-Rhône de la Troisième République, il est remplacé par Frédéric Surleau, premier préfet du régime de Vichy.
Il est nommé au Conseil d'État après la guerre, puis obtient le rang de conseiller d'Etat honoraire.
En 1947, il est réintégré au corps des préfets en devenant préfet honoraire le 23 décembre.

## Vie privée
Il se marie à Odette Sarrail, fille du général Maurice Sarrail, à Montauban. Ils ont six enfants, dont un fils, Eric Bouët, qui devient président-directeur de la société Saint-Sauveur-Arras.
Il est ami avec Edouard Herriot, Joseph Paul-Boncour et Léon Blum. S'intéressant au milieu des arts, il fréquente notamment Tristan Bernard, Henry Bernstein et Marcel Prévost. Il est un admirateur d'Arthur Rimbaud, au sujet duquel il dédie un livre en 1928, et le considère dès sa mort comme un génie littéraire, chose peu commune dans les milieux littéraires de l'époque.

## Hommages et distinctions
Il est nommé officier de l'Ordre national de la Légion d'honneur le 3 août 1929. Il est promu commandeur le 25 juin 1949.

## Publications
- Paul Bouët, Fantaisies sur deux Ardennais. Arthur Rimbaud, Hippolyte Tains, Charleville, Impr. du 'Petit Ardennais' ; Paris, Albert Messein éditeur, 1928